# Блакитні Гаваї
Блакитні Гаваї (англ. Blue Hawaii) — музичний фільм 1961 року за участю Елвіса Преслі, Анджела Ленсбері та Джоан Блекман. Зйомки фільму проходили на Гаваях, а також на кіностудії «Paramount Pictures». Прем'єра фільму відбулася 22 листопада 1961 року. Це один з найуспішніших і найприбутковіших фільмів за участю Преслі. Фільм посів четверте місце Laurel Awards у категорії «Найкращий мюзикл» 1961 року.
Слоган: «Елвіс Преслі їде на гребені хвилі в …» (англ. «Elvis Presley rides the crest of the wave in …»)

## Зав'язка сюжету
Чед Гейтс (Преслі), тільки що прийшов з армії. Він щасливий знову повернутися на Гаваї і присвятити себе улюбленому заняттю — катанню на дошці для серфінгу та знову зустрітися зі своїми приятелями і улюбленою подругою. Але батько хлопця хотів, щоб після приходу з армії син продовжив сімейну справу і почав працювати в сімейному ананасовому бізнесі. Примхливий Чед вирішує відмовитися і починаючи самостійне життя влаштовується гідом в агентство своєї подруги.

## У ролях
- Елвіс Преслі — Чед Гейтс
- Джоан Блекман — Майлі Дюваль
- Грегорі Гає — Поль Дюваль
- Анджела Ленсбері — Сара Лі Гейтс
- Ненсі Волтерс — Абігаіль Прентіс
- Дженні Максвелл — Еллі Корбетт
- Памела Остін — Селена (Сенді) Емерсон